# جونغ هيونغ دون
جونج هيونج دون (الكورية: 정형돈؛ هانجا: 鄭亨敦) هو مذيع ومقدم تلفزيوني كوري جنوبي. ولد في 15 مارس 1978 في جيمشيون، كوريا الجنوبية.

## الظهور التلفزيوني

### البرامج الحالية
| سنة                                  | عنوان                  | دور        | شبكة الاتصال     | ملاحظات                   |
| ------------------------------------ | ---------------------- | ---------- | ---------------- | ------------------------- |
| 2018-2020 ؛ من 2021 إلى الوقت الحاضر | الطفل المشكل في المنزل | مضيف مشارك | نظام البث الكوري | الحلقة 1-105 ، 118-الحالي |

### البرامج السابقة
| سنة       | لقب                              | دور              | شبكة الاتصال      | ملاحظات                              |
| --------- | -------------------------------- | ---------------- | ----------------- | ------------------------------------ |
| 2002      | حفلة هفوة                        | مضيف مشارك       | نظام البث الكوري  |                                      |
| 2005-2007 | الخيال زائد                      | مضيف مشارك       | نظام البث الكوري  |                                      |
| 2005-2016 | التحدي اللانهائي                 | مضيف مشارك       | ام بي سي          | الحلقة 1–454                         |
| 2007      | استكشف                           | مضيف مشارك       | نظام البث الكوري  |                                      |
| 2008      | الكوماندوز الغامضة               | مضيف             | نظام بث سول       |                                      |
| 2009-2010 | الأحد ليلة الأحد                 | مضيف مشارك       | ام بي سي          |                                      |
| 2011-2015 | ويكلي أيدول                      | مضيف مشارك       | إم بي سي إفري وان | مع ديفكون                            |
| 2012      | GO Show                          | مضيف مشارك       | نظام بث سول       | [ 8 ]                                |
| 2013      | لا تذهب لأقل من إمكاناتك الكاملة | مضيف مشارك       | نظام البث الكوري  | عرض تجريبي                           |
| 2013      | عرض أه راب!                      | مضيف مشارك       | كيو تي في         |                                      |
| 2013      | نون-سول-مي                       | مضيف مشارك       | تي في إن          |                                      |
| 2014-2015 | صانع ضربات                       | مضيف مشارك       | إم بي سي إفري وان | مع ديفكون                            |
| 2014-2015 | من فضلك اعتني بثلاجتي            | مضيف مشارك       | جاي تي بي سي      | مع كيم سونغ جو                       |
| 2014-2015 | فنون الجوار والتربية البدنية     | مضيف مشارك       | نظام البث الكوري  |                                      |
| 2016-2018 | ويكلي أيدول                      | مضيف مشارك       | إم بي سي إفري وان | مع ديفكون                            |
| 2016-2018 | مسافرون بلا هموم                 | مضيف مشارك       | جاي تي بي سي      | [ 10 ]                               |
| 2017-2018 | عفريت الليل                      | مضيف مشارك       | جاي تي بي سي      | [ 11 ]                               |
| 2017-2018 | الضبع على لوحة المفاتيح          | مضيف             | نظام البث الكوري  | [ 12 ]                               |
| 2018      | رقص عالي                         | مضيف             | نظام البث الكوري  | [ 13 ]                               |
| 2018      | الطريق إلى باريس                 | مضيف مشارك       | نظام البث الكوري  | الحلقة 1-2 مع لي تشاي يونغ وكيم بونغ |
| 2018-2020 | غرفة المعبود                     | مضيف مشارك       | جاي تي بي سي      | الحلقة 1-87 ، جنبًا إلى جنب مع ديفكون |
| 2019      | حياة سجن الحمقى                  | عضو فريق التمثيل | تي في إن          | الحلقة 1-26                          |

## روابط خارجية
جونغ هيونغ دون على موقع IMDb (الإنجليزية)
- جونغ هيونغ دون على موقع ميوزك برينز (الإنجليزية)
- جونغ هيونغ دون على موقع قاعدة بيانات الفيلم (الإنجليزية)